# Pintor de Penélope

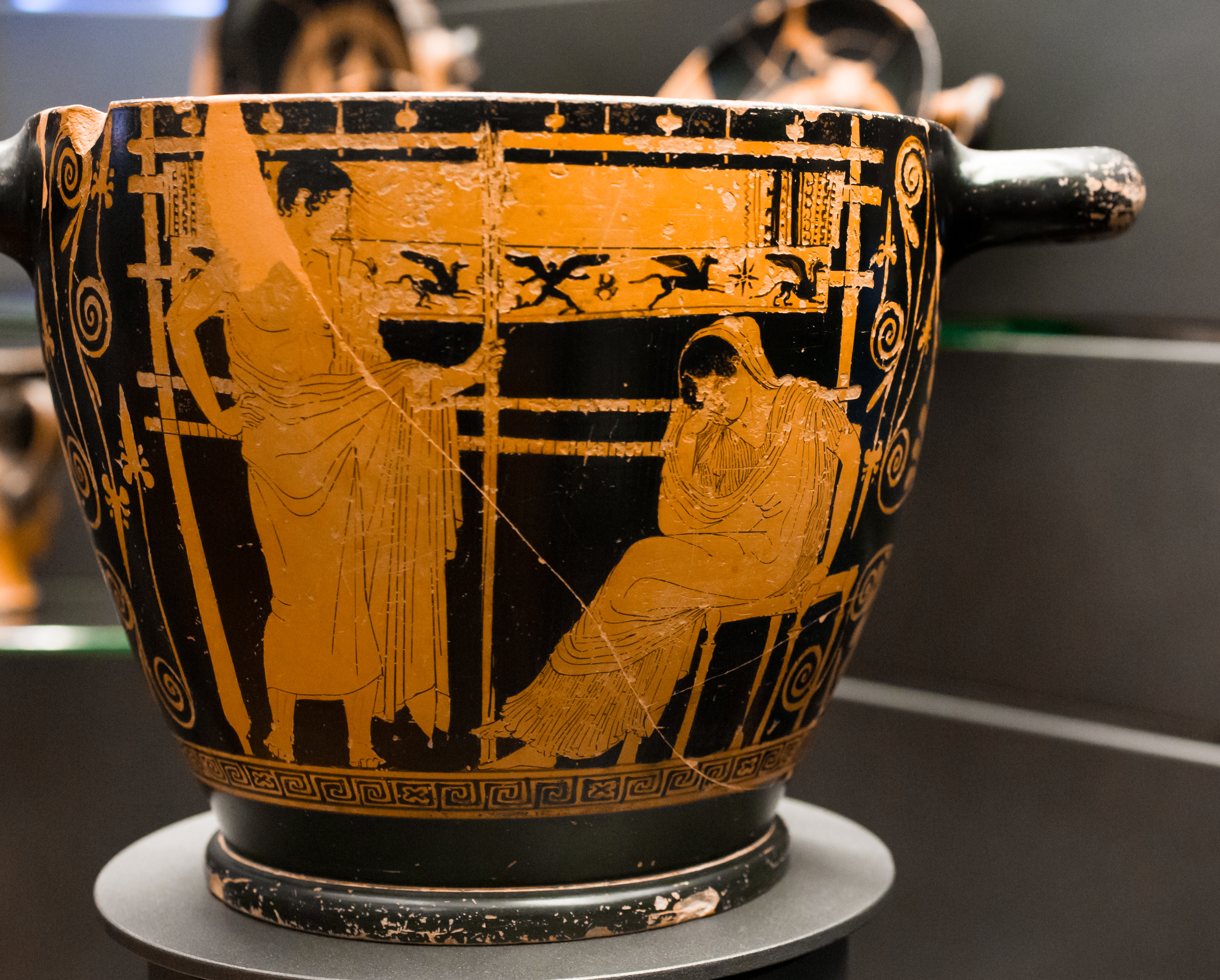
Escifo ático de figuras rojas que representa a Telémaco, Penélope y su telar, c. 440 a. C., Museo Arqueológico Nacional de Chiusi 1831, Chiusi.

Pintor de Penélope es el nombre convenido de un pintor ático de vasos de figuras rojas, activo a mediados del siglo V a. C.
El Pintor de Penélope, un pintor de vasos áticos del alto período clásico, se especializó en la decoración de escifos. Se le atribuyen veintiocho. El historiador de arte británico John Beazley derivó el nombre de este artista de su pintura de figuras rojas de Penélope, que decora un escifo, que se encuentra en el museo municipal de Chiusi (Museo Archeologico Nazionale, n.º inv. 1831).
Aproximadamente la mitad de sus escifos presentan escenas no específicas con figuras estándar: jóvenes, hombres y mujeres, la mayoría de pie, solos o en parejas, atletas, escenas dionisíacas con sátiros o procesiones de komos, y algunas deidades individuales. Estas figuras universalizadoras son en su mayoría no narrativas o su narrativa es débil, y algunos escifos presentan pares de figuras separados a cada lado. En escifos con escenas de procesiones de comos, el pintor también empleó composiciones direccionales y duplicación para crear una línea continua de hombres o sátiros danzando, lo que podría denominarse una composición o narrativa «panorámica». En otros casos, las figuras de un lado se mueven o apuntan en una dirección, mientras que las del otro lado apuntan en la dirección opuesta, de modo que todas convergen alrededor del escifo.
Su escifos, del Museo Arqueológico Nacional de Chiusi, muestra a Penélope junto a Telémaco. Este está de pie a la izquierda, sosteniendo dos lanzas, y mira a su madre. Ella está sentada con tristeza en una silla, con la cabeza gacha y las piernas cruzadas. La tela, parcialmente terminada, muestra una cenefa con dos caballos alados (Pegaso), un dios alado (Hermes) y una esfinge alada. Según la Odisea de Homero, Penélope prometió a sus insistentes pretendientes que solo se casaría después de tejer el sudario funerario para Laertes, el padre de Odiseo. Lo que tejía durante el día, lo deshacía por la noche. Con esta estrategia, que los pretendientes descubrieron más tarde, la reina de Ítaca intentaba ganar tiempo, ya que casarse con uno de ellos significaría declarar definitivamente muerto a su marido Odiseo.  Es la representación más antigua conocida del tejido de telas (justo después de mediados del siglo V a. C. ), cuyo diseño podría parecer oriental en la Atenas clásica (lo suficientemente complejo como para que Penélope no fuera descubierta tan pronto en su engaño). No es hasta el último tercio del siglo V a. C. que aparecen textiles con ricos estampados en vasos con mayor abundancia, por ejemplo, en las obras del Pintor de Eretria o del Pintor de Midias.
El escifo de figuras rojas de Copenhague (Museo Nacional de Dinamarca 592), encontrado en Basilicata, datado c. 450 – 430 a. C., muestra en la cara A a Electra  y su acompañante en la tumba de Agamenón y en la cara B a Orestes y Pílades. El Pintor de Penélope es el primer pintor ático en representar el encuentro de Electra y Orestes en la tumba de su padre, y el único que utiliza con tanta destreza ambos lados del vaso para expresar el dramático momento del encuentro. De este modo, se mantiene fiel a la versión de Esquilo de la obra (de la trilogía de la obra Orestíada, representada en el 458 a. C.) al permitir al espectador revivir el lento proceso de Electra para comprender las señales dejadas por Orestes. Este encuentro solo aparece representado en otro vaso ático, pero era popular en el sur de Italia.

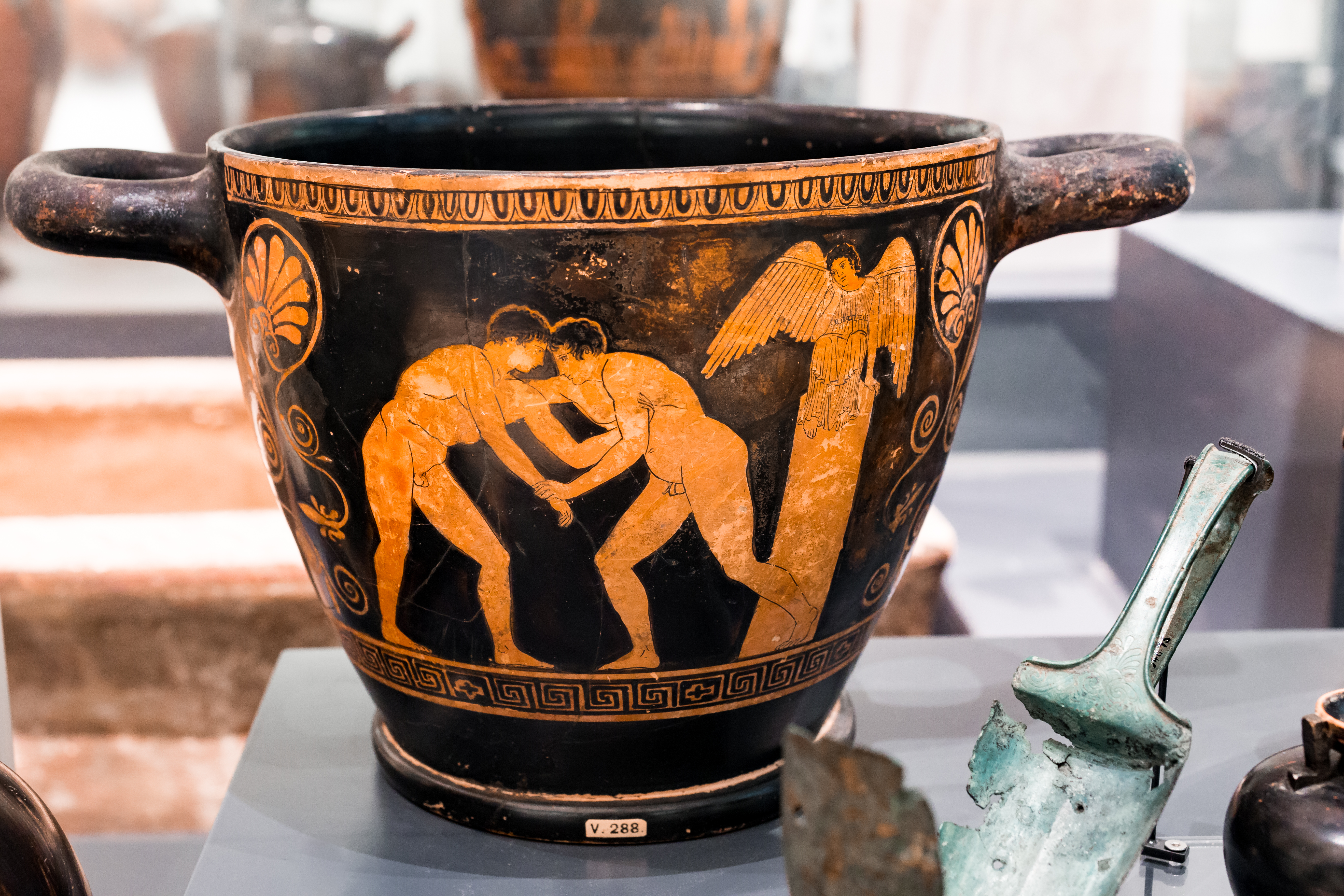
Escifo ático de figuras rojas, que representa a luchadores y a la diosa Nike, c. 440–430 a. C., Museo Ashmolean V 288, Oxford.
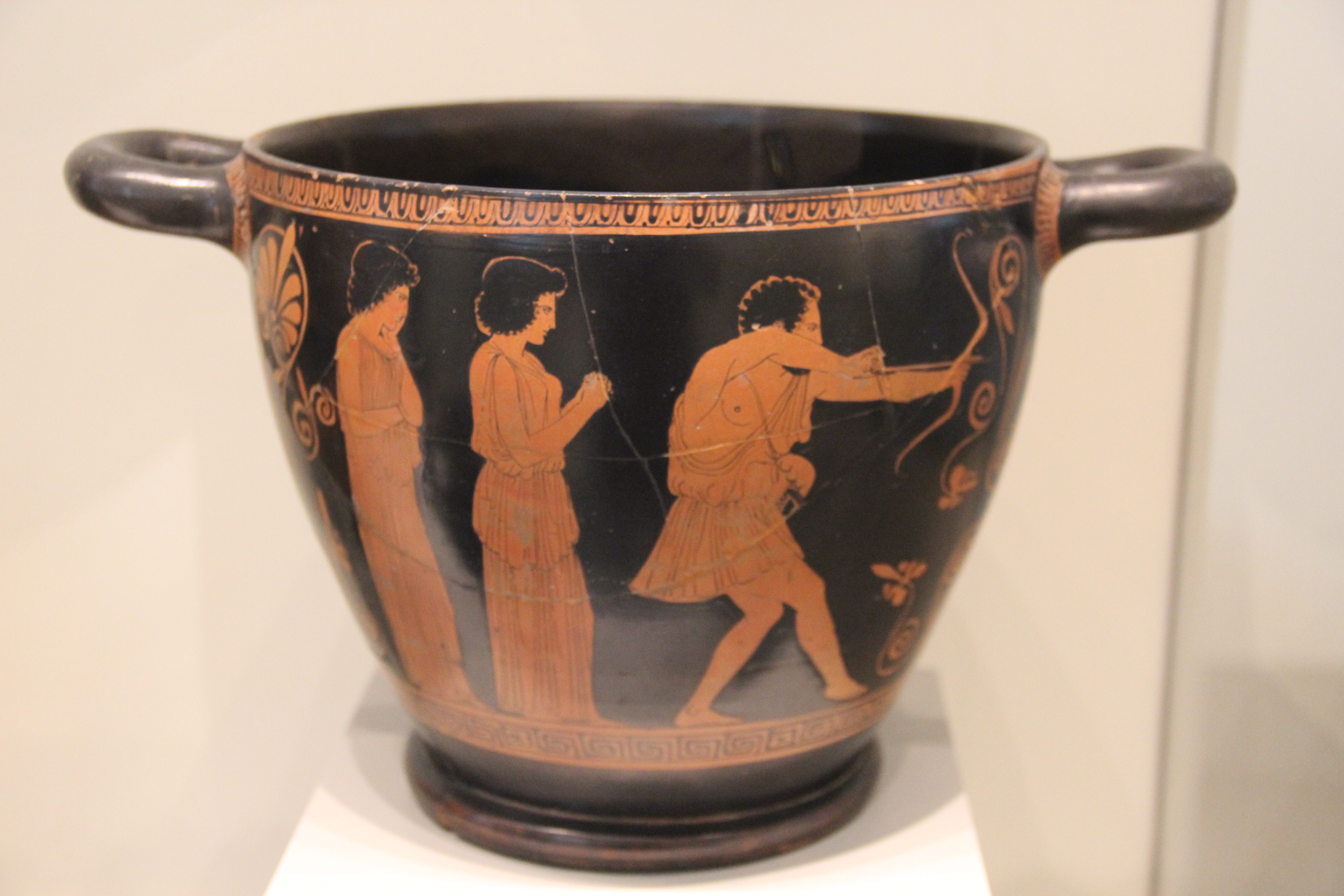
Escifo ático de figuras rojas. Odiseo matando a los pretendientes de Penélope, c. 440 a. C., Staatliche Museen, Antikensammlung Berlin F2588.
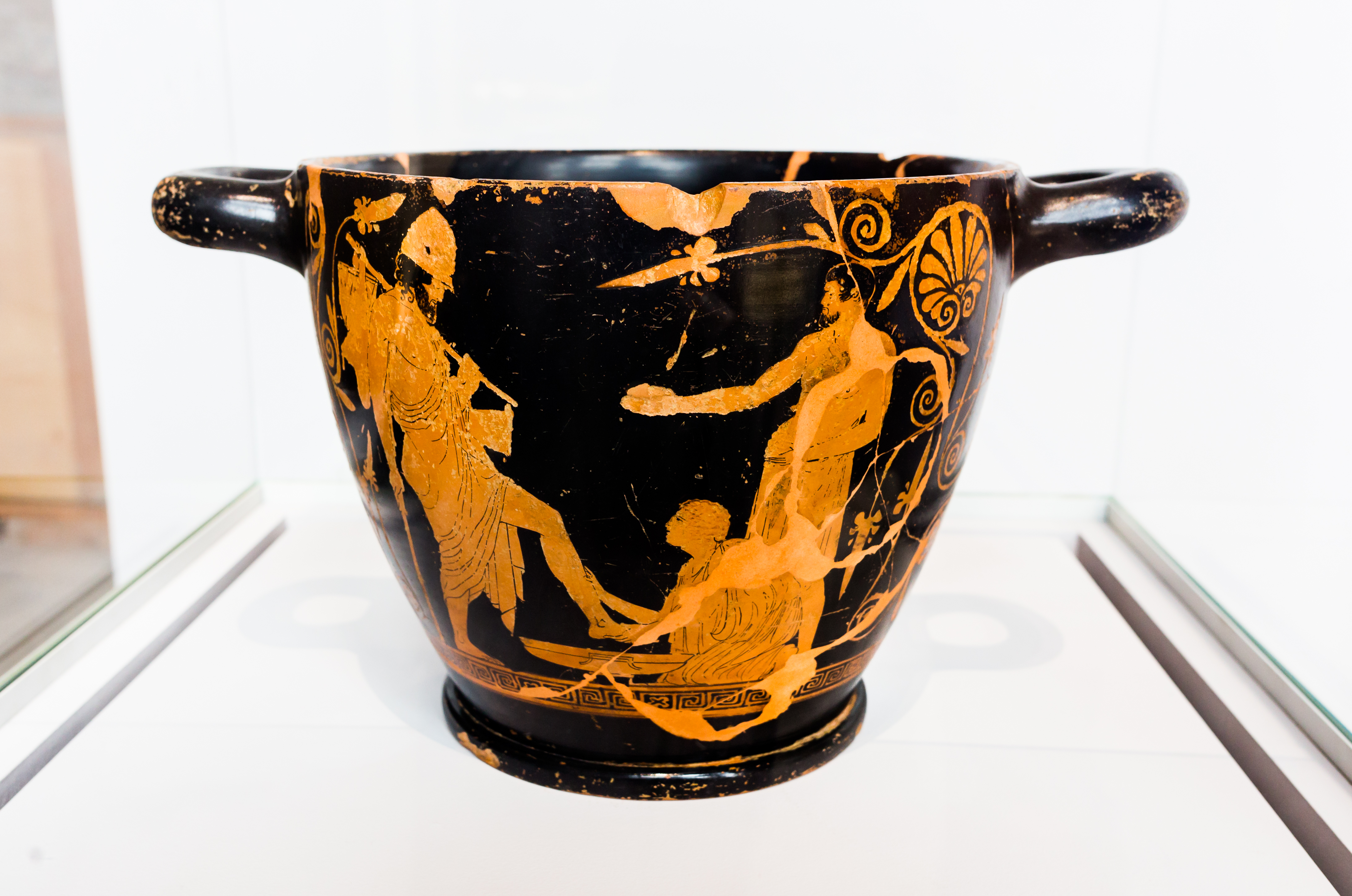
Escifo ático de figuras rojas, Odiseo y Euriclea, ca. 440 – 430 a. C., Museo Arqueológico Nacional de Chiusi 62705.
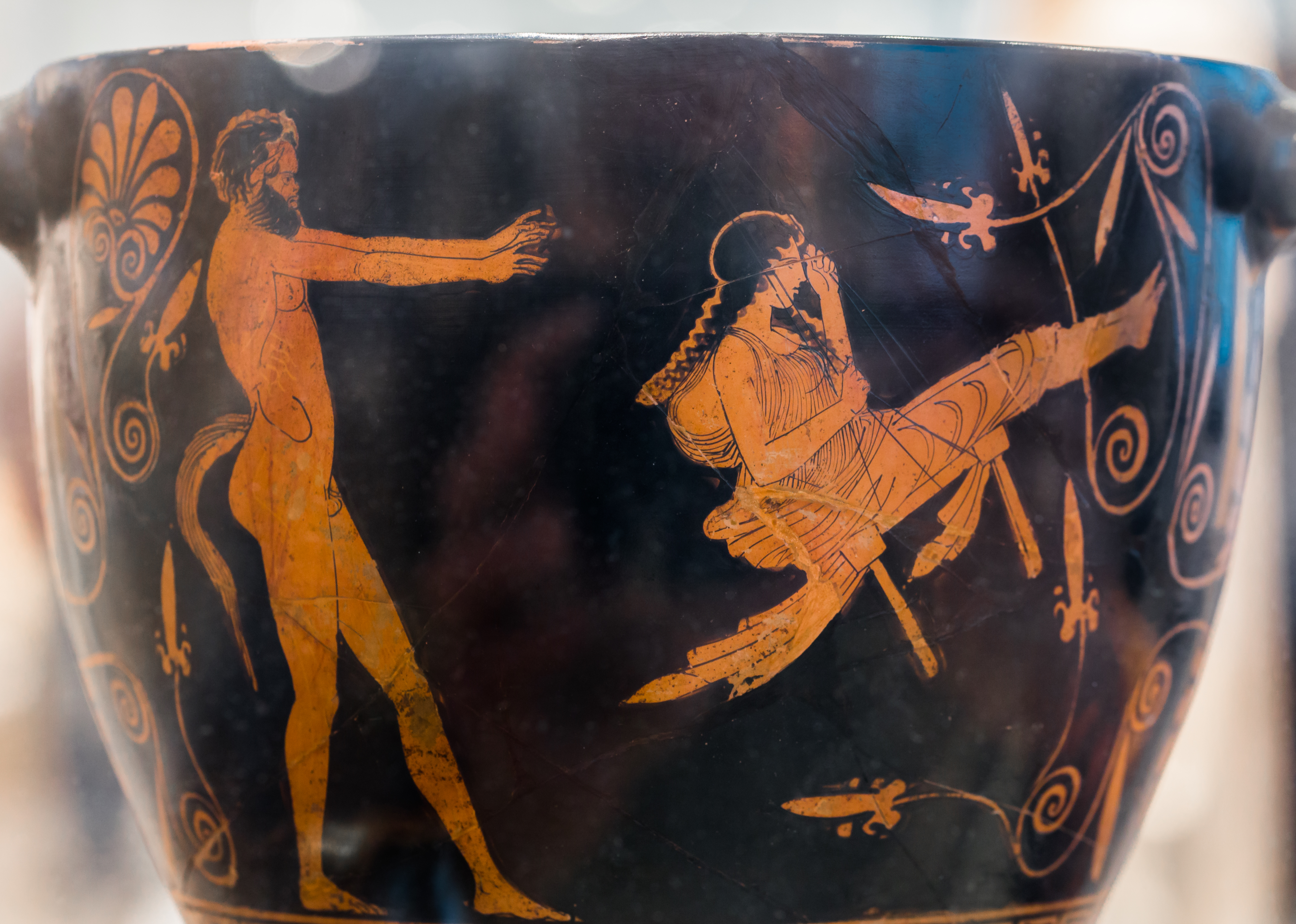
Escifo ático de figuras rojas, sátiro meciendo a una mujer, ca. 440 a. C., Altes Museum (Antikensammlung) F 2589, Berlín.